# Urrúnaga
Urrúnaga (en euskera y oficialmente Urrunaga) es un concejo del municipio de Villarreal de Álava, en la provincia de Álava, País Vasco (España).

## Localidades
Forman parte del concejo las localidades de:
- Urrúnaga (en euskera y oficialmente Urrunaga).
- Navarrete (en euskera y oficialmente Nafarrate).

## Demografía
En 2022, tenía empadronados 113 habitantes.
| Gráfica de evolución demográfica de Urrúnaga entre 2000 y 2017 |
|                                                                |
| Población de derecho según los censos de población del INE.    |